# Двухаспектная теория сознания
В философии сознания двухаспектная теория представляет точку зрения, согласно которой, ментальное и материальное являются аспектами некой единой субстанции.  Данная точка зрения также известна как двухаспектный монизм, являющийся разновидностью психофизиологического монизма.

## Происхождение
Настоящая теория возникла вследствие существования картезианской дихотомии разум-тело, которая была сформулирована Рене Декартом в XVII веке. В качестве ответа на это Барух Спиноза предположил, что на самом деле не существует двух различных субстанций, а существует два взгляда на единую субстанцию: физическая материя воспринимается нами через органы чувств, в то время как ментальные состояния переживаются нашим умом. Однако природа единой субстанции, тем не менее, остается невыясненной.

## Двухаспектная теория и нейтральный монизм
Нейтральный монизм и двухаспектная теория разделяют центральную идею о том, что существует некая единая субстанция, которая сама по себе не является ни ментальной, ни физической. Несмотря на то, что нейтральный монизм также различает ментальный и физический аспект, с точки зрения нейтрального монизма существуют нейтральные элементы, которые группируясь различными способами могут представлять в одно время физические составляющие мозга: нейроны и доли, в другой момент времени ментальные: чувства и мысли.

## Критика
Недостаток как двухаспектной теории, так и картезианской, заключается в неспособности привести аргументы в пользу существования единой основополагающей субстанции. Если единственными атрибутами данной субстанции являются материя и ментальные состояния, то чем является сама субстанция? Двухаспектная теория предполагает, что материя и разум соотносятся друг с другом, но на самом ли деле это так? Некоторые процессы проходящие в теле протекают неосознанно, без контроля со стороны разума. Можно ли сказать, что для каждого физического процесса есть его ментальное соответствие?